# Kvarnkattost
Kvarnkattost (Malva parviflora) är en art i familjen malvaväxter.